# Îlot de Farol
L' Îlot de Farol (en portugais : Ilhéu de Farol) est l'un des nombreux îlots qui entourent le littoral de l'île de Madère. Il fait partie de la freguesia de Caniçal (municipalité de Machico).
L'îlot se situe à l'extrême ouest de l'île de Madère, au bout de la Ponta de São Lourenço, une péninsule de 6 km de long. Il est à environ 430 mètres de l'extrémité de la péninsule et il est principalement couvert d'arbustes et de végétation herbacée. À son sommet fonctionne le phare de Ponta de São Lourenço depuis 1870.

## Faune
L'îlot n'a pas de prédateurs terrestres et est un lieu d'excellence pour la nidification des oiseaux de mer, et c'est dans cette zone que la nidification de la Sterne de Dougall (Sterna dougallii) et du Petit Puffin (Puffinus assimilis). Afin de conserver cette faune, la Réserve partielle de Ponta de São Lourenço a été créée, et elle est gérée par le Parc naturel de Madère